# Presa di Rautek

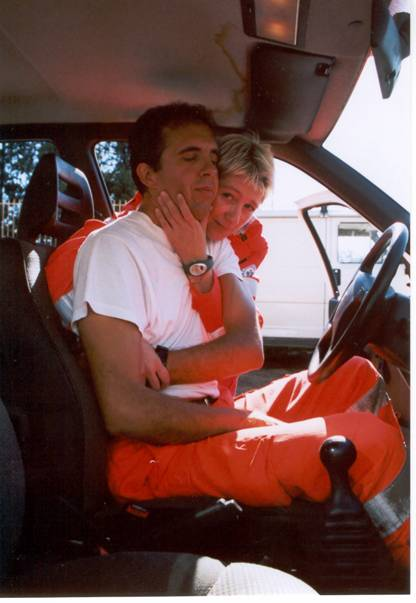
Presa di Rautek

La presa di Rautek è una manovra di primo soccorso usata per l'estricazione rapida del paziente traumatizzato. Viene utilizzata soprattutto negli incidenti stradali quando c'è la necessità di evacuare rapidamente la zona.
La presa di Rautek viene utilizzata principalmente in due casi:   
- le condizioni del paziente (come ad esempio l'arresto cardio-circolatorio)
- le gravi condizioni ambientali che non garantiscono una adeguata sicurezza per il paziente e per il personale sanitario, con necessità di evacuazione rapida.

La manovra non è in grado di garantire il corretto allineamento dell'asse cervico-caudale e tanto meno del rachide cervicale. Questo si potrebbe garantire con l'applicazione di presidi di immobilizzazione spinale specifici (come ad esempio dispositivi di estricazione) che hanno però lo svantaggio di richiedere tempi considerevoli per l'applicazione.
Di seguito vengono riportati i passaggi necessari per effettuare la manovra di Rautek. Si assume che siano state effettuate le procedure che precedono l'estricazione rapida, ossia la valutazione della sicurezza della scena e autoprotezione e la richiesta di autorizzazione alla centrale 118 per effettuare tale manovra.   
1. Il soccorritore si posiziona a lato del paziente, infila il proprio braccio sotto l'ascella distale del paziente afferrando l'avambraccio opposto (ovvero quello prossimale rispetto al soccorritore).
2. Il soccorritore infila l'altro braccio sotto l'ascella del paziente prossimale a sé, e blocca la testa a livello della mandibola facendola appoggiare sulla propria spalla.
3. Il soccorritore tira il paziente verso di sé appoggiandolo sul proprio torace e allontanandosi dal luogo dell'incidente.
4. Si posiziona il paziente su una tavola spinale, la quale garantisce definitivamente un corretto allineamento dell'asse capo-collo-tronco e una corretta immobilizzazione del rachide cervicale.